# Советов, Куаныш Ерланулы
Куаныш Ерланулы Советов (каз. Қуаныш Ерланұлы Советов; 11 мая 1995, Алма-Ата, Казахстан) — казахстанский футболист, полузащитник.

## Клубная карьера
Футбольную карьеру начинал в 2014 году в составе клуба «Кайрат». 29 мая 2015 года в матче против клуба «Тараз» дебютировал в казахстанской Премьер-лиге (2:0).
В 2017 году стал игроком казахстанского клуба «Алтай».
В январе 2020 года подписал контракт с клубом SD Family, за который с 2022 года играет в медийной лиге.

## Клубная статистика
| Игровая карьера | Игровая карьера | Игровая карьера | Лига | Лига | Кубок | Кубок | Межд. | Межд. | Др. | Др. |
| --------------- | --------------- | --------------- | ---- | ---- | ----- | ----- | ----- | ----- | --- | --- |
| 2014            | Кайрат          | А               | —    | —    | 1     | 0     | —     | —     | —   | —   |
| 2015            | Кайрат          | А               | 1    | 0    | —     | —     | —     | —     | —   | —   |
| 2017            | Алтай           | В               | 20   | 6    | —     | —     | —     | —     | —   | —   |
| 2020            | SD Family       | В               | 5    | 3    | —     | —     | —     | —     | —   | —   |
| 2021            | Байконур        | Б               | 14   | 2    | —     | —     | —     | —     | —   | —   |
| 2021            | Кайсар-М        | В               | 1    | 0    | —     | —     | —     | —     | —   | —   |